# 日本海観光バス
日本海観光バス株式会社（にほんかいかんこうバス）は、石川県加賀市に本社を置くバス事業者である。貸切バス事業および乗合バス事業を行っている。自社路線として高速バスの運行を行うほか、石川県内の各自治体からコミュニティバスの運行受託も行っている。

## 概要
加賀市の観光周遊バス「キャンバス」、河北郡内灘町のコミュニティバス「なだバス ナディ」の運行を受託している。
また、2020年4月1日より小松市コミュニティバスを小松バス（当時、現：北鉄加賀バス）から路線・車両ともに移管し、運行を受託している。
そのほか、湯快リゾートの富山・金沢発着の送迎バスの運行を受託していたが、後に撤退した。

## 現行路線

### 高速バス
乗車券の販売総代理店はブルーストークであり、「ブルーライナー」はブルーストークが販売する高速バスのブランド名である。2017年に高速路線バスに参入。8月に夜行便を運行開始し、11月22日には昼便の運行を開始し、関西と北陸を結んでいる。これには、2022年度に北陸新幹線が敦賀駅まで延伸され、関西と北陸間の鉄道での利便性が低下することを見込んでいる。
ブルーライナー北陸便（夜行）
★印は2019年6月1日から関西発の便は金沢先着で加賀温泉駅が終着、関西行きの便が加賀温泉駅始発で金沢が最終経由地となる。
- USJ - 天王寺（USJ始発便のみ） - 難波（USJ始発便のみ） - 大阪（梅田） - 長岡京 - 京都 - ★加賀温泉駅 - ★小松 - ★松任 - ★金沢

ブルーライナー加賀四湯号（昼行）
☆印は加賀周遊バス キャン・バスのバス停と併用している。
- 天王寺 - 大阪（梅田） - 米原 - 福井北 - 芦原温泉 - ☆山中温泉 - ☆山代温泉 - ☆加賀温泉駅 - ☆片山津温泉 - ☆ゆのくにの森 - あわづ温泉

### 路線バス

#### 内灘町内
主要停留所のみ記載。
- 通勤・通学ライナー（平日の朝夕のみ運行）
  - 白帆台ルート：内灘駅 - 内灘高校前 - 総合公園 - 白帆台2丁目北
  - 室ルート：内灘駅 - 内灘中学校前 - 大根布5丁目 - 西荒屋 - 室 - 室折返し所
- 日中循環バス（12月31日および1月1日のみ運休）
  - 全町ルート：内灘駅 → コンフォモール内灘 → 内灘町役場 - 金沢医科大学病院 - 室折返し所 - 金沢医科大学病院 - 大学1丁目 → 鶴ケ丘1丁目 → 内灘駅
  - 南部ルート：内灘駅 - 内灘中学校前 - 白帆台中央 - 金沢医科大学病院 - 内灘町役場 - コンフォモール内灘 - 内灘駅
  - ひがしルート：ほのぼの湯 - 大根布5丁目 - 内灘中学校前 - 内灘駅 - 鶴ケ丘中央ショッピングセンター - 内灘町役場
  - にしルート：ほのぼの湯 - 内灘サンセットパーク - 内灘高校前 - コンフォモール内灘 - 内灘駅 - 文化会館 - 金沢医科大学病院

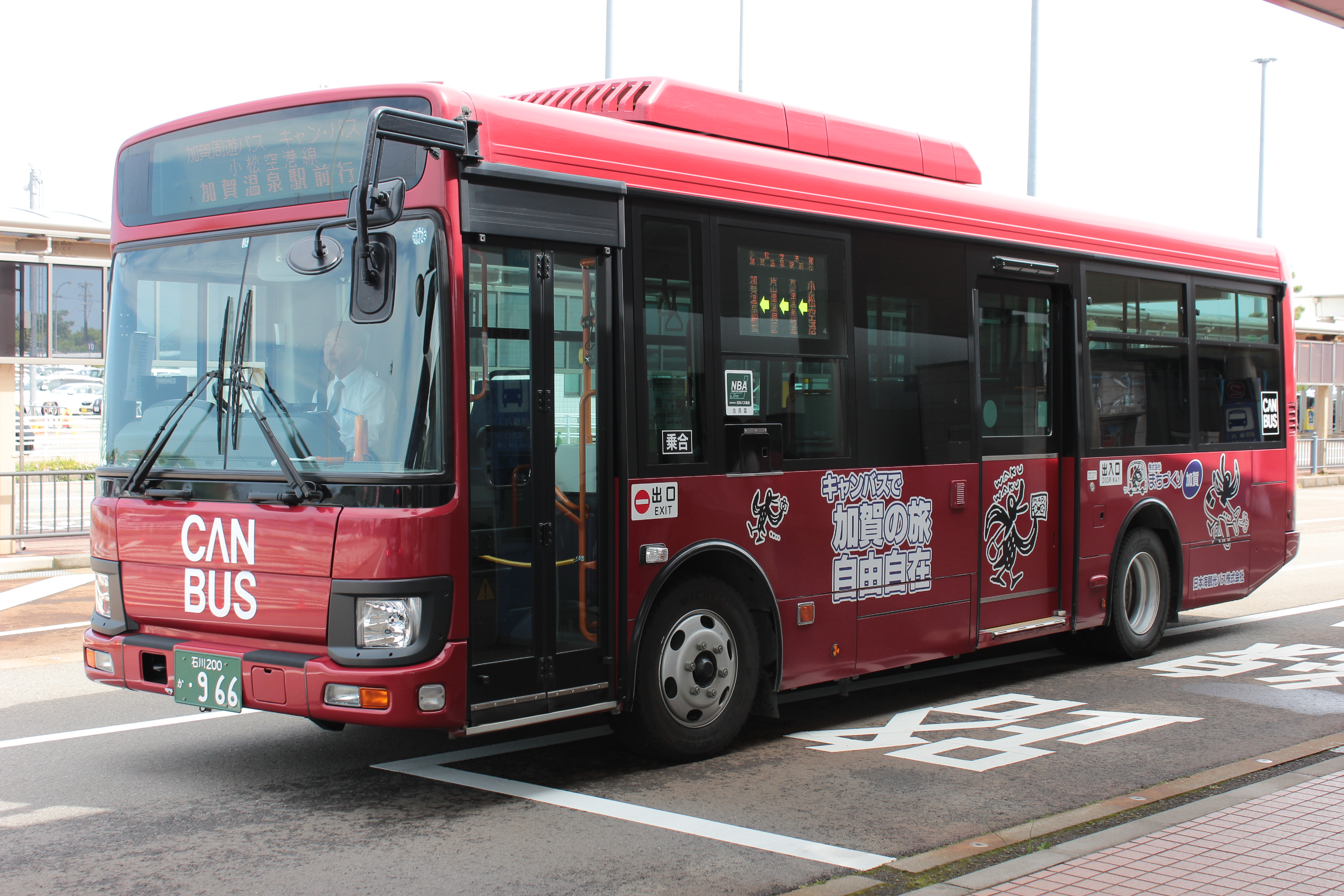
加賀周遊バス「キャンバス」小松空港線
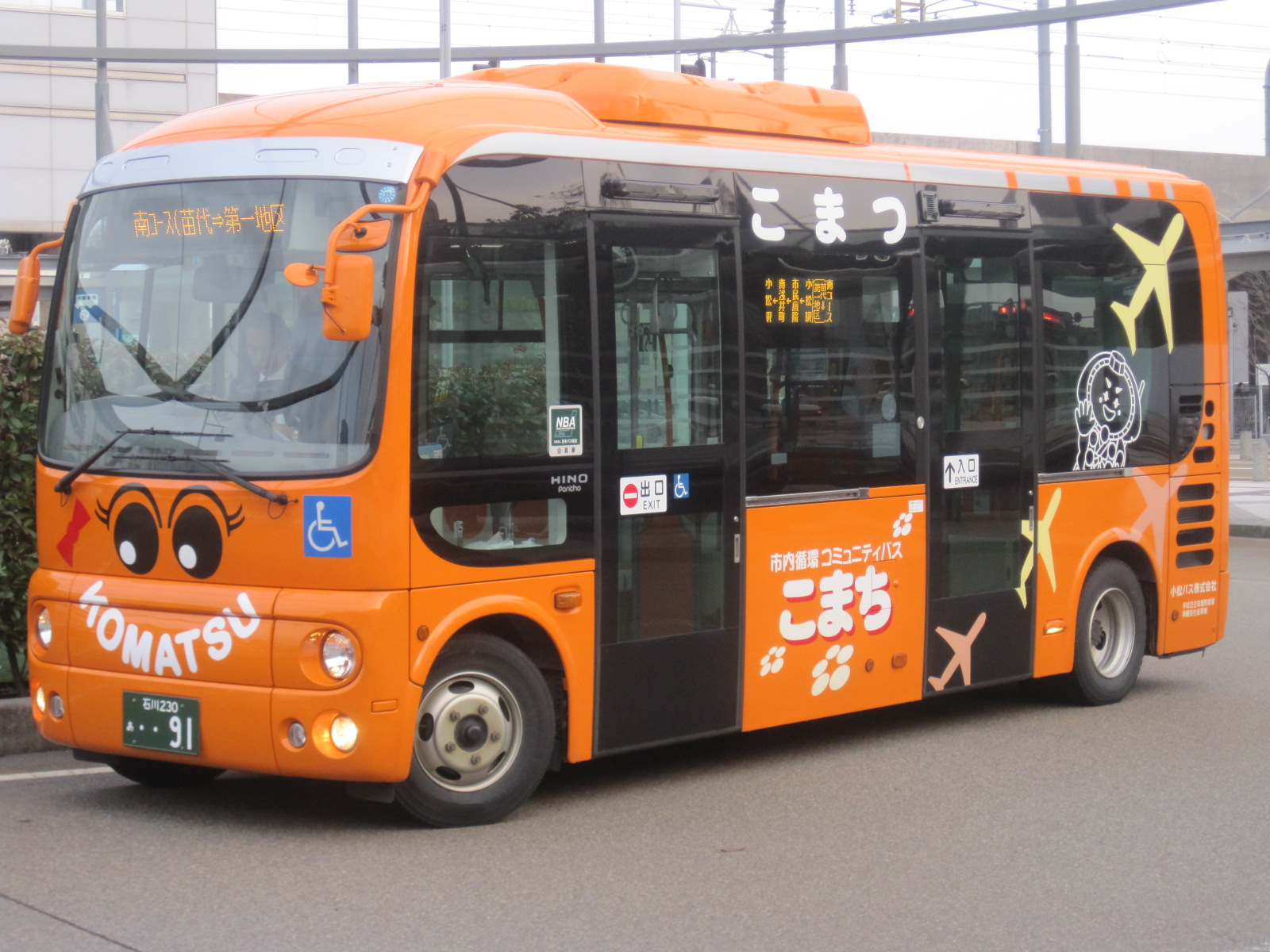
小松市コミュニティバス「オレンジこまち」
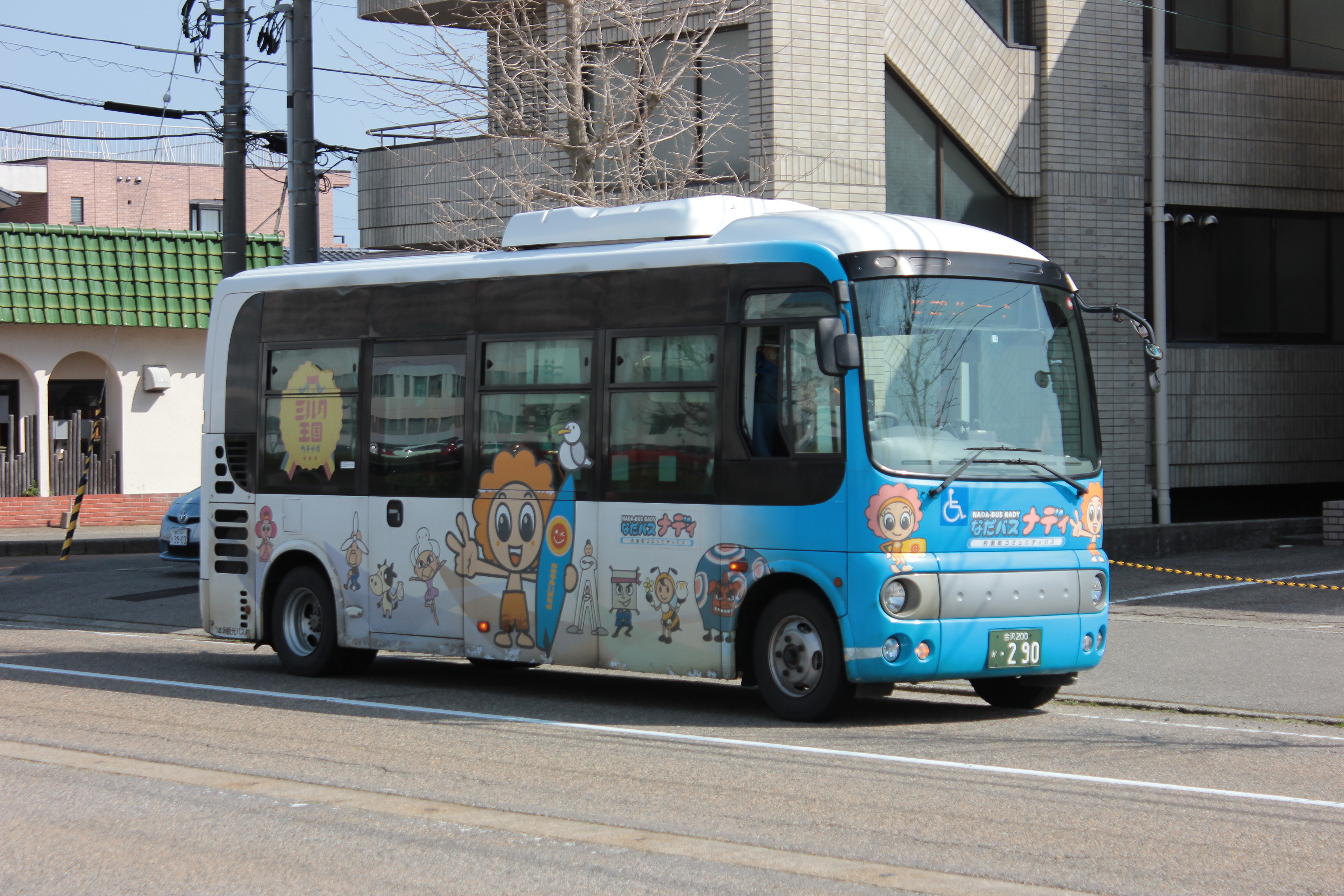
なだバス ナディ

## 車両
主に日野自動車製、あるいはいすゞ自動車製のバスを保有している。